# 1984 (фильм, 1956)
«1984» (англ. Nineteen Eighty-Four) — британский фильм-антиутопия, снятый по роману Джорджа Оруэлла «1984» в 1956 году.
Это вольная и первая экранизация романа (вторая экранизация в 1984 году, режиссёр Майкл Рэдфорд).

## Сюжет
В Океании, одной из сверхдержав будущего, любовь объявлена преступлением. Межполовые отношения выполняют исключительно репродуктивную функцию. Нарушителю предстоит испытать на себе всю мощь тоталитарной государственной машины, во главе которой стоит неведомый Большой Брат. Но Уинстон Смит всё-таки влюбился в Джулию.

## В ролях
| Актёр           | Роль                          |
| --------------- | ----------------------------- |
| Эдмонд О'Брайен | Уинстон Смит                  |
| Майкл Редгрейв  | О’Коннор                      |
| Стерлинг, Джен  | Джулия                        |
| Дональд Плезенс | Р. Парсонс                    |
| Уолтер Готелл   | Гвардеец (в титрах не указан) |

Эдмонд О’Брайен, исполняющий роль Уинстона, — однофамилец главного отрицательного героя романа, О’Брайена. В связи с этим О’Брайен в фильме носит другую фамилию — О’Коннор. Актёр Майкл Редгрейв, игравший в фильме, упомянут в списке Оруэлла.